# Bulldog Drummond (toneelstuk)
Bulldog Drummond is een toneelstuk uit 1921 van H.C. McNeile en Gerald du Maurier. Het is gebaseerd op McNeile's gelijknamige roman uit 1920 rond het personage van avonturier Bulldog Drummond.
De oorspronkelijke uitvoering in het Wyndham's Theatre in West End duurde 430 voorstellingen, van 29 maart 1921 tot 1 april 1922. Du Maurier speelde Drummond naast Ronald Squire als Algy Langworth, Claud Allister als Hiram G. Travers en Alfred Drayton als de slechterik Carl Peterson. Het toneelstuk werd in Londen verschillende keren hernomen. Op Broadway werd de titelrol gespeeld door A.E. Matthews in 162 voorstellingen.